# Pékin (race de poule)
Pour les articles homonymes, voir Pékin et Bantam.
La Pékin (anciennement appelée bantam de Pékin) est une race de poule domestique naine.

## Origine
La pékin est originaire de Chine. Elle a été importée en Angleterre vers 1843 et s'y est vite répandue. Elle a été améliorée par les Anglais et les Américains.
La Cochin fut importée à la même période en Europe entre 1843 et 1845 et provient de Chine, malgré son ancien nom de Cochinchine. 

## Description
C'est une volaille de petite taille, large, aux contours arrondis (ce qui lui vaut le surnom de « boule de plumes »), basse sur pattes, qui sont masquées par des plumes, à la poitrine pleine et profonde, au plumage abondant et aux formes harmonieuses ; elle est calme et docile. Il existe une variété à plumage frisé.
La Pékin est une vraie poule naine qui n'existe pas en grande race même si certains considèrent la Cochin comme une grande Pékin. Sa silhouette s'incline vers l'avant, la tête légèrement plus près du sol que les plumes de la queue. Cette « inclinaison » est une caractéristique clé de la Pékin. 
La gamme de couleurs de la Pékin est vaste, et la liste ne cesse de croître. Les couleurs sont les suivantes : blanc, bleu, chocolat, fauve, gris perle, noir, rouge, coucou, coucou gris perle, coucou fauve, coucou doré, froment, froment argenté, froment bleu argenté, bleu caillouté blanc, gris perle caillouté blanc, noir caillouté blanc, porcelaine rouge, porcelaine bleu rouge, porcelaine blanc doré, noir à camail doré, noir à camail doré et poitrine liserée, noir à camail argenté, noir à camail argenté et poitrine liserée, blanc herminé noir, blanc herminé bleu, fauve herminé noir, fauve herminé bleu, perdrix doré, perdrix bleu doré, perdrix argenté, perdrix argenté maillé, perdrix doré maillé, perdrix brun maillé, splash, bobtail. Les couleurs rares sont très demandées et nombre d'éleveurs passent beaucoup de temps à perfectionner leurs couleurs.
Les poules ne sont pas des pondeuses très productives mais couvent régulièrement et sont connues pour être de bonnes gardiennes et des mères attentives.
Pour éviter des problèmes de santé, il faut prendre soin de ne pas salir ni garder humides les plumes de leurs pattes. Le plumage dense nécessite également une prophylaxie parasitaire plus poussée que la moyenne. Les plumes situées autour du cloaque devront être taillées pour maximiser la fertilité lors de la reproduction.
Dans les expositions, seul le standard français prend en compte la masse des animaux, ce n'est pas le cas dans les autres pays comme en Italie, Belgique, Hollande et Allemagne 

## Standard Belge
- Crête :  simple, assez petite, droite, régulièrement dentelée avec cinq dents pas découpées trop profondément, lobe arrière suivant la nuque, de texture fine, rouge.
- Tête : assez courte, large, arrondie.
- Cou : court, bien courbé, porté un peu vers l’arrière.
- Bec : fort, court, bien courbé. Couleur en relation avec la couleur de tarses
- Oreillons : petits, de texture fine, rouges.
- Face: lisse, rouge
- Yeux : rouge orange à brun rouge chez les variétés foncées.
- Couleur de la peau : blanche.
- Tarses : courts, fort emplumés. Jaunes, nuances selon la variété.
- Plumage : riche ; les deux tiers de la plume sont faits de duvet ce qui donne à la pékin ses contours arrondis.
- Tronc : très large et profond, arrondi. Abdomen large et plein. Port incliné vers l’avant de sorte que le sommet du crâne soit à la même hauteur que le point le plus haut de la queue. Vu du haut et de profil les contours s’inscrivent dans un cercle.
- Ailes : courtes, larges, portées hautes, bien serrées dans les coussins du duvet, les extrémités cachées sous les lancettes.
- Queue : courte, très pleine, ouverte à la base, en forme d’une boule. Rectrices larges, faucilles courtes et abondantes, recouvrant bien l’ensemble de la queue et ne dépassant pas ou à peine les rectrices.
- Pilons : bien écartés, courts, abondamment emplumés et formant ainsi des coussins duveteux bien développés, pas de manchettes
- Dos : court, très large, arrondi transversalement, remontant vers la queue. Selle très large, pleine et arrondie transversalement. Epaules très larges et bien arrondies.
- Poitrine : très large, pleine, profonde, bien arrondie, portée basse et vers l’avant.
- Plumage frisé : toutes les couvertures sont distinctement frisées (comme elles étaient partiellement enroulées), ce qui provoque au camail de former une crinière distincte. Les hampes des rémiges et des rectrices sont courbées un peu vers l’extérieur et elles ont un structure moins fermée que des pennes normales.
- Variétés : Blanc, bleu, chocolat, fauve, gris perle, noir, rouge, coucou, coucou gris perle, coucou fauve, coucou doré, froment, froment argenté, froment bleu argenté, bleu caillouté blanc, gris perle caillouté blanc, noir caillouté blanc, porcelaine rouge, porcelaine bleu rouge, porcelaine blanc doré, noir à camail doré, noir à camail doré et poitrine liserée, noir à camail argenté, noir à camail argenté et poitrine liserée, blanc herminé noir, blanc herminé bleu, fauve herminé noir, fauve herminé bleu, perdrix doré, perdrix bleu doré, perdrix argenté, perdrix argenté maillé, perdrix doré maillé, perdrix brun maillé, splash, bobtail.

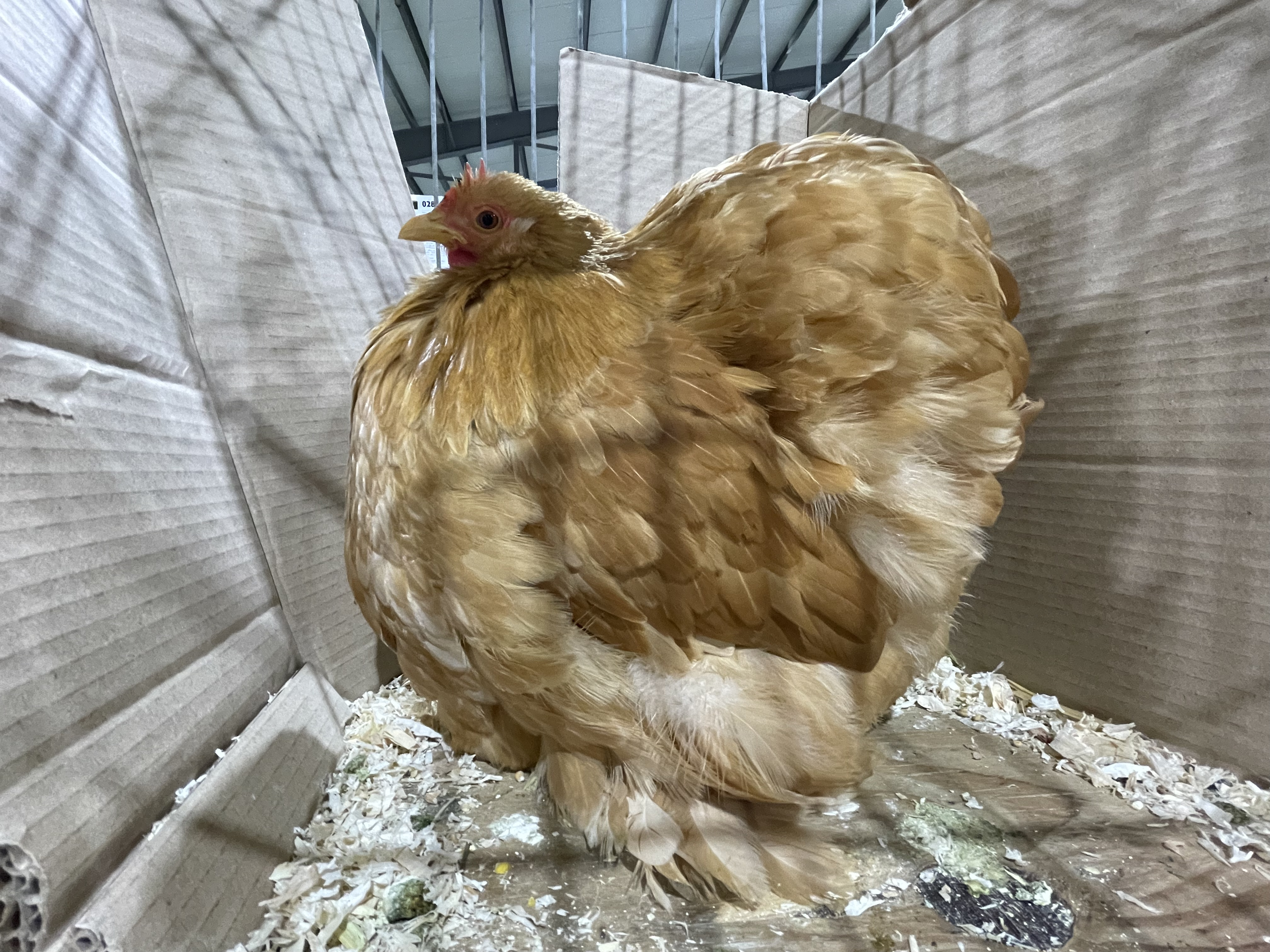
Poule Pékin Fauve

- Poule Pékin FauvePoids idéal : Coq : 1 200 grammes ; Poule : 1 000 grammes

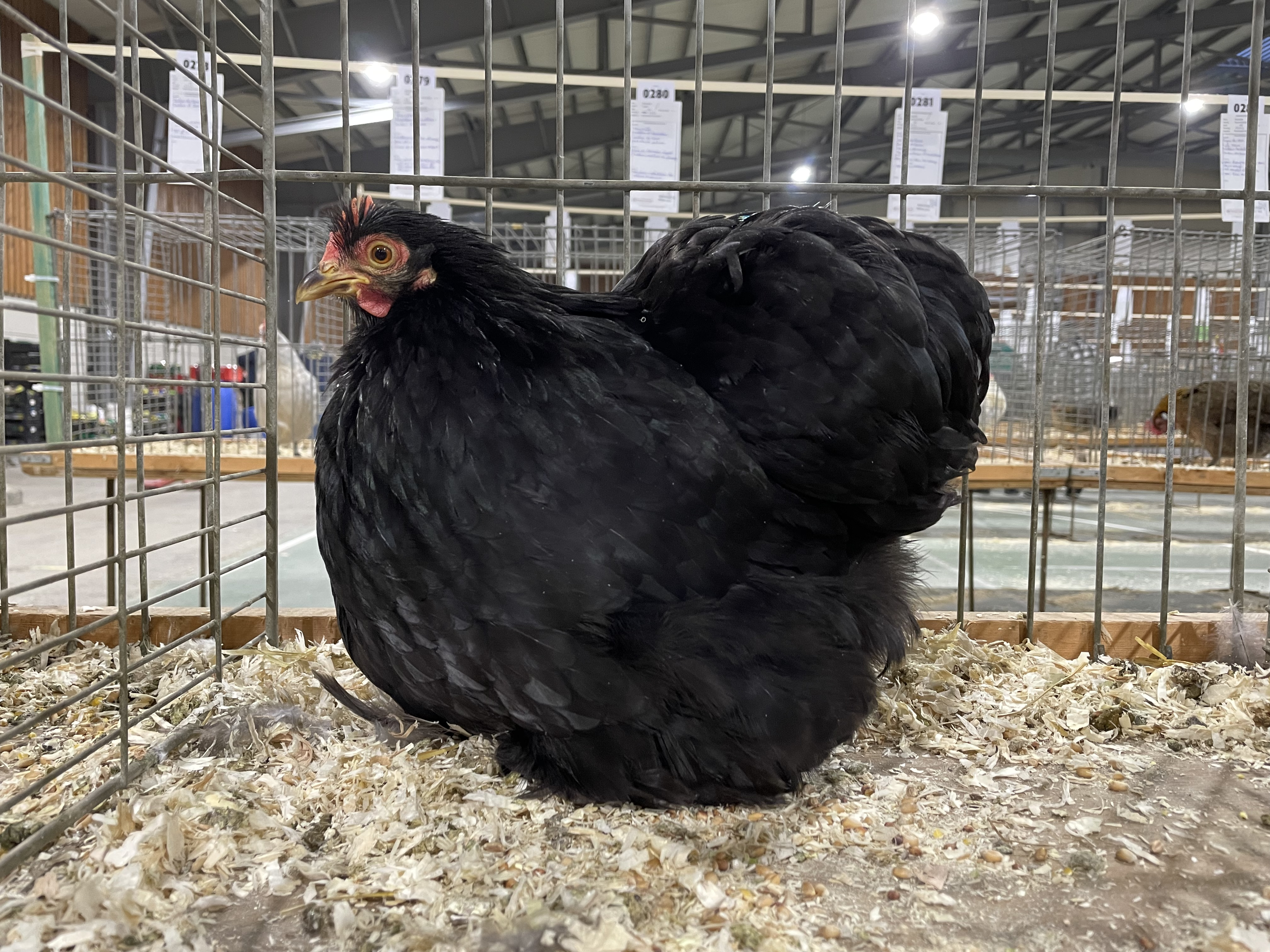
Poule Pékin Noire

- Poule Pékin NoireŒufs : 35 g ; coquille de couleur claire, rosée.
- Diamètre des bagues : Coq : 16 mm ; Poule : 14 mm.

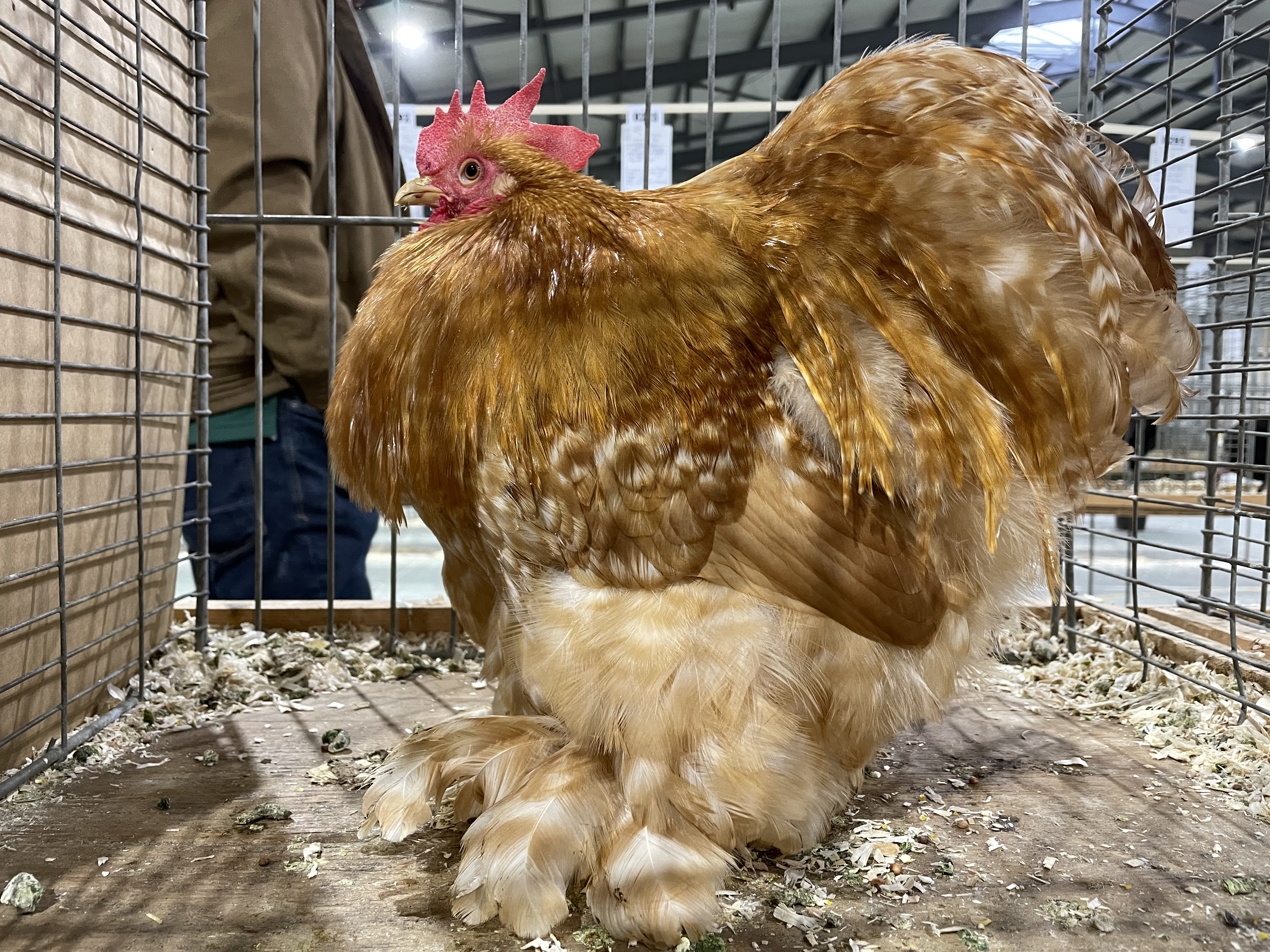

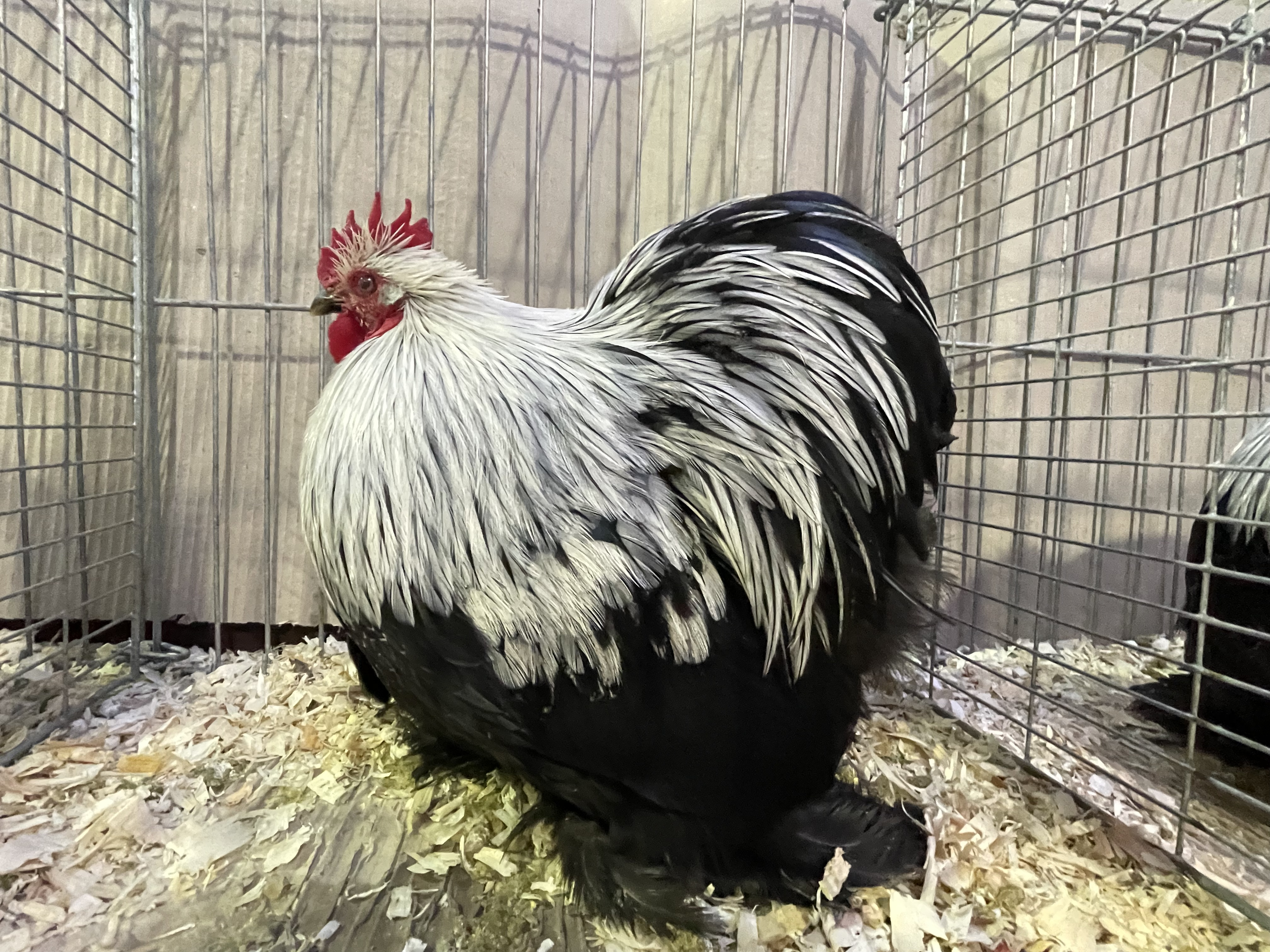
Coq Pékin Birchen

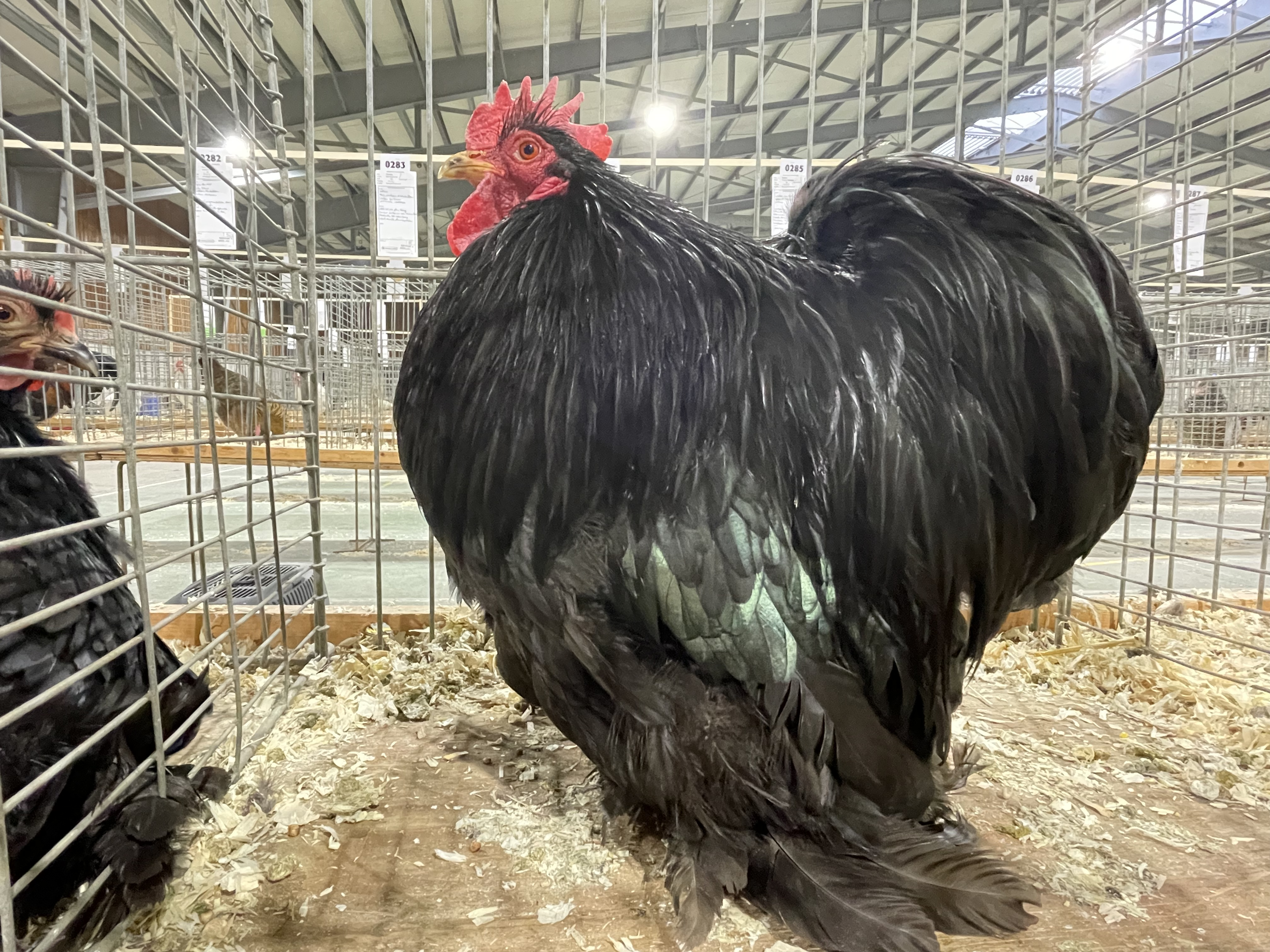
Coq Pékin Noir

## Sources
- Le Standard officiel des poules de races naines, édité par le BCF.
- L'ouvrage L'univers des poules d'Esther Verhoef et d'Aad Rijs, édité par Gründ.
- La fédération française des volailles.